# خوانش سرمایه
خوانش سرمایه (به انگلیسی: Reading Capital) و (به فرانسوی: Lire le Capital) کتابی است که در سال ۱۹۶۵ در مورد «سرمایهٔ کارل مارکس»، جامعه‌شناس و فیلسوف آلمانی توسط لوئی آلتوسر، اتین بالیبار و ژاک رانسیر، راجر استابله و پیر ماشری نوشته شده‌است. این کتاب اولین بار توسط انتشارات فرانسوا ماسپرو در فرانسه منتشر شد. ترجمه چکیده انگلیسی آن در سال ۱۹۷۰ و ترجمه کامل آن در سال ۲۰۱۵ منتشر شد. خوانش سرمایه در بین «روشنفکران» اثرگذار بود.

## خلاصه
فیلسوف لوئی آلتوسر و همکارانش - فیلسوف اتین بالیبار، جامعه‌شناس راجر استابله، فیلسوف ژاک رانسیر و منتقد پیر ماشری - در مورد «سرمایهٔ (۱۸۶۷–۱۸۸۳) کارل مارکس» و موضوعاتی مانند نظریه ارزش کار، ماتریالیسم دیالکتیکی و ماتریالیسم تاریخی بحث می‌کند. رانسیر خاطرنشان می‌کند مشارکت او بر اساس کتاب «برای مارکس» آلتوسر (۱۹۶۵) است.

## تاریخچه انتشار
خوانش سرمایه برای اولین بار توسط «انتشارات فرانسوا ماسپرو» در سال ۱۹۶۵ به زبان فرانسوی منتشر شد. در سال ۱۹۶۸ نسخه چکیدهٔ فرانسوا ماسپرو به زبان فرانسه منتشر شد. ترجمه مختصری ایتالیایی نیز منتشر شد. ترجمه انگلیسی چکیدهٔ «بن بروستر» در سال ۱۹۷۰ توسط «انتشارات کتاب‌های چپ نو» منتشر شد. ترجمه انگلیسی چکیدهٔ بن بروستر و دیوید فرنباخ در سال ۲۰۱۵ توسط «انتشارات کتاب‌های ورسو» منتشر شد.

## معرفی
همراه با کتاب «برای مارکس» آلتوسر (۱۹۶۵)، کتاب خوانش سرمایه توجه روشنفکران فرانسوی و در پی آن، توجه بسیاری از خوانندگان بین‌المللی را به سوی آلتوسر جلب کرد. نگارش خوانش سرمایه و «برای مارکس» و انتشار ترجمه انگلیسی آن، بر توسعه تفکر مارکسیستی در جهان انگلیسی زبان در سراسر دهه ۱۹۷۰ تأثیر گذاشت.
فیلسوف، راجر اسکروتون، آلتوسر را به سبب این ادعای نادرست مورد انتقاد قرار داد که کتاب «سرمایه» توسط اقتصاددانان بورژوا نادیده گرفته شده و همچنین آلتوسر، انتقاد آنان از از نظریه ارزش کار را نادیده گرفته‌است و اینکه آلتوسر با کتاب مارکس به گونه‌ای برخورد می‌کند که گویی فراتر از نقد است. او همچنین خوانش سرمایه را پرمدعا و مبهم توصیف کرد.
اقتصاددان مارکسیستی، هری کلیور نوشت: آلتوسر و نویسندگان همکارش یکی از تأثیرگذارترین تفسیرهای فلسفی «سرمایه» را از نظر سیاسی ارائه کردند که توسط مارکسیست‌ها در دهه‌های ۱۹۶۰ و ۱۹۷۰ انجام شده بود. با این حال، او تأثیر آنها را تاسف‌بار دانست و نوشت در کتاب‌های برای مارکس و خوانش سرمایه، هدف آلتوسر، احیای ماتریالیسم دیالکتیکی "به عنوان یک ایدئولوژی برای میانجیگری در اعمال سیاسی بسیار بی‌اهمیت حزب کمونیست فرانسه بود. او آلتوسر را به نادیده گرفتن مبارزات طبقه کارگر به نفع «علم تاریخ» انتزاعی متهم کرد و خاطرنشان نمود خود آلتوسر اعتراف کرد که خوانش سرمایه تا حد زیادی مبارزه طبقاتی را نادیده می‌گیرد.
ویلیام اس. لوئیس کتاب خوانش سرمایه را نقطه اوج بازخوانی مارکس توصیف کرد که آلتوسر در سال ۱۹۵۳ آغاز کرد. او آن را به لحاظ نظری متنی پیچیده می‌دانست. با این حال، پیشنهاد کرد دشواری کار از این اتهام حمایت می‌کند که آلتوسر آرزوی «پیشگام‌گرایی لنینیستی» را دارد و می‌خواهد «یک کادر کوچک و از لحاظ نظری پیچیده» برای «هدایت انقلاب» باشد و با دیدگاه مورخ اریک هابسبام موافقت کرد که این کتاب نشان می‌دهد آلتوسر یک «خواننده بسیار گزینشی مارکس» است.
اقتصاددان، آلن لیپیتز می‌نویسد خوانش سرمایه کمک کرد تا مارکسیسم فرانسوی از ساده‌سازی، جبرگرایی و مکانیسمی جدا شود که از دوره استالینیستی به ارث رسیده بود. همچنین فصل اول «سرمایه» را که مارکس در آن رابطه کالا و پول را تحلیل کرده‌است را مبهم و سانسور کرد.

### کتاب‌ها
1. آلتوسر، لوئیس؛ بالیبار، اتین؛ پیر ماشری (۱۹۷۷): خوانش سرمایه، لندن: کتاب‌های چپ جدید.
2. آلتوسر، لوئیس؛ بالیبار، اتین؛ استابلت، راجر؛ ماشری، پیر؛ رانسیر، ژاک (۲۰۱۵): خوانش سرمایه: نسخه کامل، لندن: کتاب‌های ورسو. ISBN 978-1-78478-141-5
3. پشتیبان، داوود اول (۲۰۱۹): طلا و تفاله: آلتوسر برای مربیان، بوستون، مریلند: بریل. ISBN 978-90-04-394681
4. کلیور، هری (۲۰۰۰)، خوانش سرمایه از نظر سیاسی، لیدز: انتشارات آک. ISBN 190259329-4
5. لوین، اندرو (۲۰۱۷): "آلتوسر، لوئی"، در آئودی، رابرت (ویرایشگر): فرهنگ نامه فلسفه کمبریج، ویرایش سوم، کمبریج: انتشارات دانشگاه کمبریج. ISBN 978-1-107-64379-6
6. لوئیس، ویلیام اس (۲۰۰۵): لوئی آلتوسر و سنت‌های مارکسیسم فرانسوی، لانهام، مریلند: کتاب لکسینگتون. ISBN 0-7391-1307-0
7. لیپیتز، آلن (۱۹۹۳): "از آلتوسریسم تا "نظریه مقررات"، کاپلان، اسپرینکر، مایکل (ویرایش‌ها)، میراث آلتوسری لندن. ISBN 9780860915942
8. اسکروتون، راجر (۱۹۸۵): متفکران چپ نو، هارلو: لانگمن. ISBN 0-582-90273-8

### مجلات
- کرمرز، دانیل؛ ایزوتا، شونسوکه (۲۰۱۷): "تغییر در معنای جامعه مدنی یا بدبختی تاریخ ایده‌ها: ترجمه مشروح مقاله هیراتا کیوآکی دربارهٔ اصطلاح شیمین شاکای توسط آنتونیو گرامشی (قسمت ۱)"، مطالعات آسیایی